# Островский, Теодор
иеромонах Теодор (Фео́дор) Островский (пол. Teodor Ostrowski, 1750, Люблинское воеводство, Речь Посполитая — 1802, Львов) — польский правовед, педагог, профессор истории и права. Монах католического монашеского ордена пиаристов, занимавшийся обучением и воспитанием молодёжи. Профессор варшавского Collegium Nobilium и польского корпуса кадетов.

## Биография
В 1788—1792 гг. — член созданной Четырёхлетним сеймом комиссии по подготовке гражданского и уголовного кодексов Речи Посполитой под руководством коронного подканцлера Гуго Коллонтая.

## Научная деятельность
Историк и признанный специалист в области права. Автор трудов:
- «Inwentarz nowy praw, traktatów, y konstytucyi koronnych y W. X. Lit. w czasie bez-krolewia r. 1764 y za panowania nayiaśnieyszego Stanisława Augusta do roku 1780. uchwalonych, na wzor inwentarza dawniejszego» (1782),
- «Prawo cywilne narodu polskiego: Z statutow i konstytuckyi koronnych i litewskich zebrane [etc.] a porzadkiem praw rzymskich ulożone» (1784),
- «Dzieje i prawa kościoła polskiego» (1790, в 3-х томах)

Автор рукописной газеты «Poufne wieści z oświeconej Warszawy»(1782).
Кроме того, занимался переводами, в частности, перевел на польский язык труд английского юриста Уильяма Блэкстона «Английское уголовное право», проведя сравнительное исследование и добавив комментарии.